# Mike Enzi
Michael Bradley (Mike) Enzi (Bremerton (Washington), 1 februari 1944 – Loveland (Colorado), 26 juli 2021) was een Amerikaanse politicus. Hij was actief in het zakenleven als eigenaar van een keten van schoenwinkels, voordat hij in 1996 in de Senaat werd gekozen. Hij was senator namens de staat Wyoming en lid van de Republikeinse partij.

## Levensloop
Mike Enzi rondde in 1962 de middelbare school af. In zijn jeugd was hij betrokken bij de Amerikaanse scouting. In 1966 behaalde hij zijn diploma als accountant aan de George Washington-universiteit. In 1968 haalde hij een master in detailhandel aan de Universiteit van Denver.
Hij zat van 1967 tot 1973 bij de Nationale Reserve van de luchtmacht van Wyoming. Enzi was burgemeester van het stadje Gillette van 1975 tot 1982. Van 1987 tot 1991 zat hij in het Huis van Afgevaardigden van de staat Wyoming en van 1991 tot 1996 in de Senaat van Wyoming.

### Privé
Enzi trouwde met Diana Buckley op 7 juni 1969. Samen kregen zij twee dochters, Amy en Emily, en één zoon, Brad. Enzi overleed op 77-jarige leeftijd na een fietsongeluk.

## Standpunten
Enzi werd beschouwd als een van de meest conservatieve senatoren. Hij was pro-life en heeft voor amendementen op de Amerikaanse Grondwet gestemd die vlagverbranding en een huwelijk tussen mensen van dezelfde sekse zouden verbieden. Hij was tegenstander van strengere wapenwetten. Hij was voorstander van zo laag mogelijke belastingen. en tegen de amnestie voor illegale immigranten. Enzi wilde dat er een groot hek gebouwd werd langs de grens tussen de Verenigde Staten en Mexico.
Als senator heeft Enzi ingestemd met de Patriot Act. Hij was tegen een tijdspad voor de terugtrekking uit Irak. Ook heeft hij zich gekeerd tegen de plannen van president Barack Obama voor de gezondheidszorg.
Enzi probeerde sinds 1997 toestemming te krijgen voor het gebruik van laptops op de Senaatsvloer.
Alabama: Tuberville (R) · Britt (R)
Alaska: Murkowski (R) · Sullivan (R)
Arizona: Kelly (D) · Gallego (D)
Arkansas: Boozman (R) · Cotton (R)
Californië: Padilla (D) · Schiff (D)
Colorado: Bennet (D) · Hickenlooper (D)
Connecticut: Blumenthal (D) · Murphy (D)
Delaware: Coons (D) · Blunt Rochester (D)
Florida: R. Scott (R) · Moody (R)
Georgia: Ossoff (D) · Warnock (D)
Hawaï: Schatz (D) · Hirono (D)
Idaho: Crapo (R) · Risch (R)
Illinois: Durbin (D) · Duckworth (D)
Indiana: Young (R) · Banks (R)
Iowa: Grassley (R) · Ernst (R)
Kansas: Moran (R) · Marshall (R)
Kentucky: McConnell (R) · Paul (R)
Louisiana: Cassidy (R) · Kennedy (R)
Maine: Collins (R) · King (O)
Maryland: Van Hollen (D) · Alsobrooks (D)
Massachusetts: Warren (D) · Markey (D)
Michigan: Peters (D) · Slotkin (D)
Minnesota: Klobuchar (D) · Smith (D)
Mississippi: Wicker (R) · Hyde-Smith (R)
Missouri: Hawley (R) · Schmitt (R)
Montana: Daines (R) · Sheehy (R)
Nebraska: Fischer (R) · Ricketts (R)
Nevada: Cortez Masto (D) · Rosen (D)
New Hampshire: Shaheen (D) · Hassan (D)
New Jersey: Booker (D) · Kim (D)
New Mexico: Heinrich (D) · Luján (D)
New York: Schumer (D) · Gillibrand (D)
North Carolina: Tillis (R) · Budd (R)
North Dakota: Hoeven (R) · Cramer (R)
Ohio: Moreno (R) · Husted (R)
Oklahoma: Lankford (R) · Mullin (R)
Oregon: Wyden (D) · Merkley (D)
Pennsylvania: Fetterman (D) · McCormick (R)
Rhode Island: Reed (D) · Whitehouse (D)
South Carolina: Graham (R) · T. Scott (R)
South Dakota: Thune (R) · Rounds (R)
Tennessee: Blackburn (R) · Hagerty (R)
Texas: Cornyn (R) · Cruz (R)
Utah: Lee (R) · Curtis (R)
Vermont: Sanders (O) · Welch (D)
Virginia: Warner (D) · Kaine (D)
Washington: Murray (D) · Cantwell (D)
West Virginia: Moore Capito (R) · Justice (R)
Wisconsin: Johnson (R) · Baldwin (D)
Wyoming: Barrasso (R) · Lummis (R)
(D): Democraat · (R): Republikein · (O): Onafhankelijk
- International Standard Name Identifier: 0000 0000 5153 6658
- Library of Congress Control Number: no2007152545
- Biographical Directory of the United States Congress: E000285
- Virtual International Authority File: 46557645
- WorldCat: E39PBJw4xfBGHHdykB7rMFFdwC